# هرم الشمس

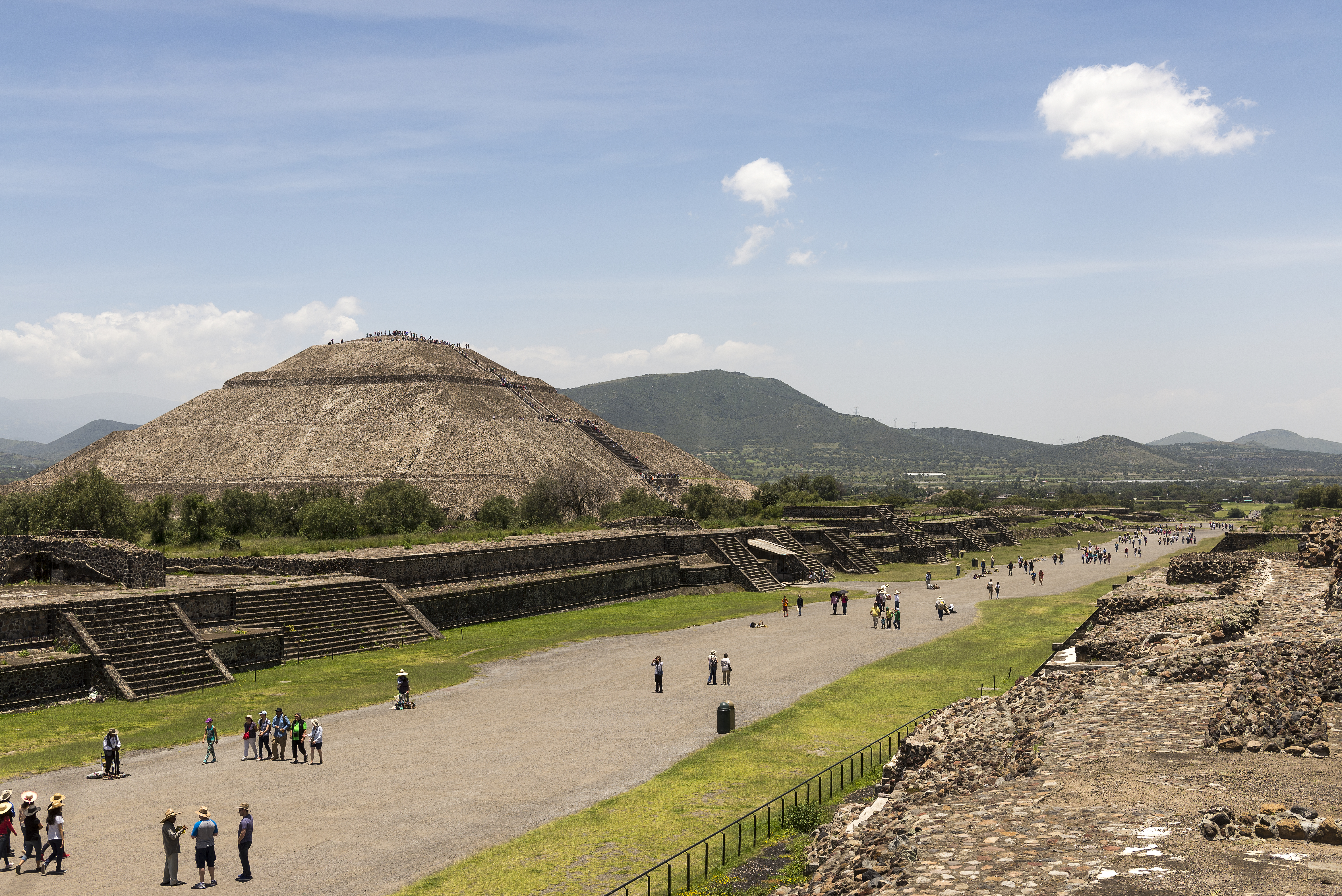
هرم الشمس في تيوتيهواكان و“طريق الشمس".

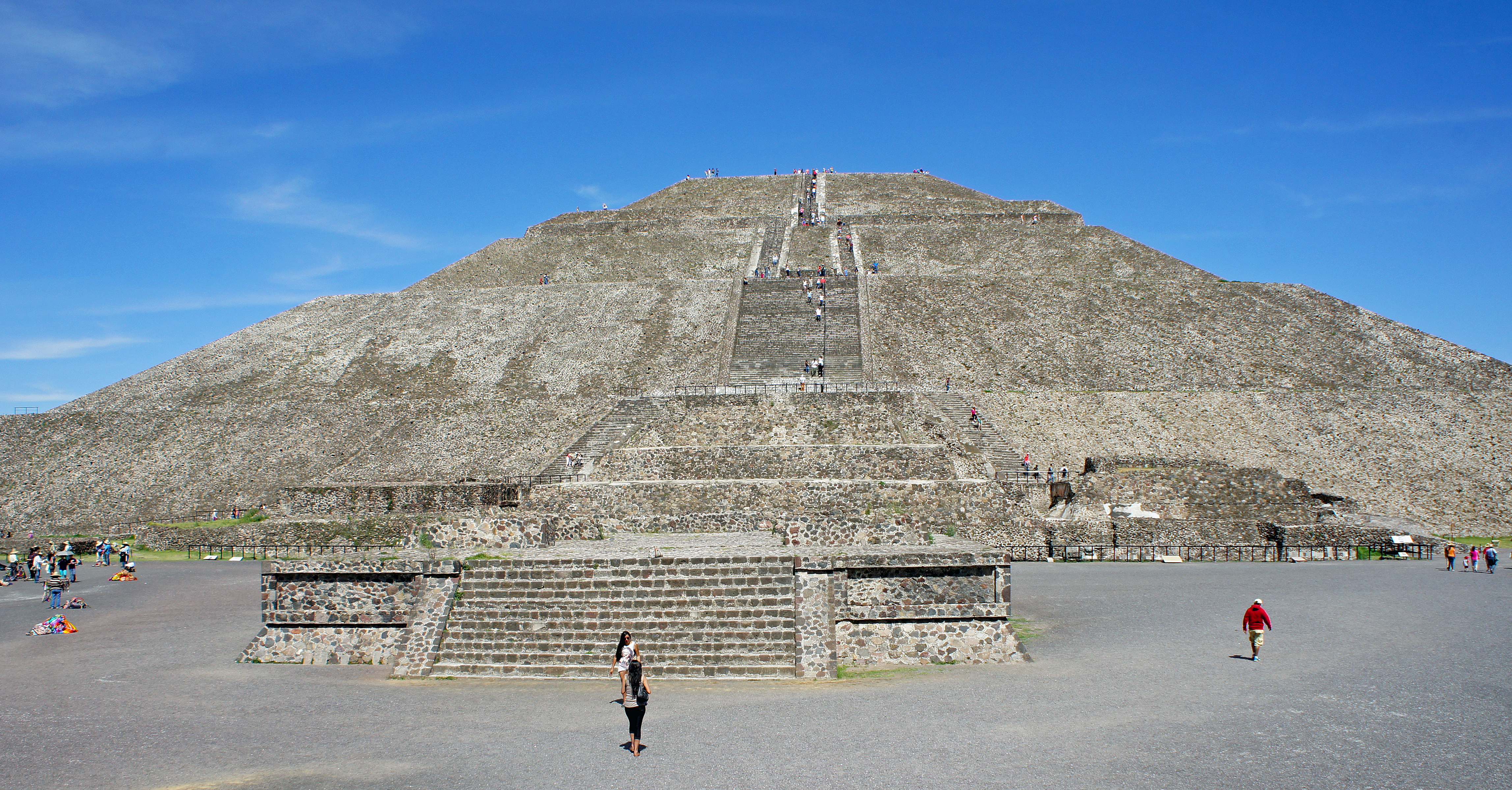
هرم الشمس من الأمام.

هرم الشمس وهو أكبر مبنى في تيوتيهواكان وواحد من أكبر المباني في وسط أمريكا. تقع تيوتيوهواكان بالقرب من مدينة نيو مكسيكو وكانت مدينة قديمة تركها سكانها الأصليين حوالي عام 200 بعد الميلاد ويوجد فيها هرم الشمس الذي يقع فيها على "طريق الموت د، وهو طريق يمر من بين هرم أصغر يسمى هرم القمر وسيوداديلا وظل الجبل الهائل في سيرو غوردو. والهرم هو بناء معقد يقع في قلب المدينة. وقد بناه الأزتك الذين كانوا يسكنون في المكسيك، وقد بُني حوالي عام 200 بعد الميلاد.
يزور تلك المدينة القديمة عدد كبير من السياح في كل عام، ويزورون أهراماتها ومواقعها الأحرى التي تعبر عن المجموعة الشمسية.

## تاريخ

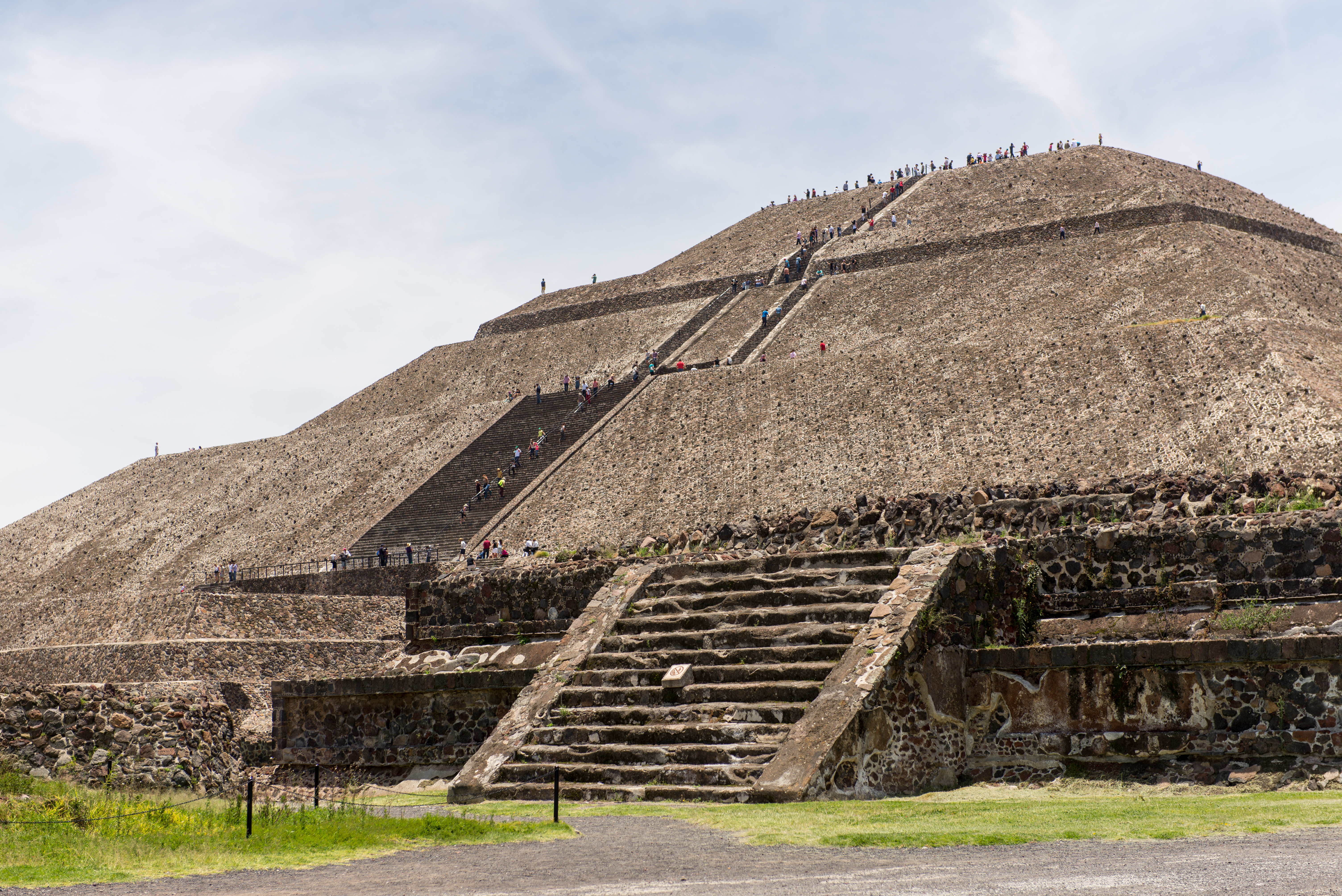
هرم الشمس بالمكسيك

أطلق شعب الأزتك على هذا البناء اسم معبد الشمس، حينما كانت تيوتيهواكان، تلك المدينة مهجورة من سكانها الأصليين قبلها بمئات السنين. أما أسمها اتلأصلي فهو غير معروف. بني الهرم على مرحلتين: المرحلة الأولى تمت نحو عام 100 بعد الميلاد، حيث وصل حجم الهرم إلى الحجم الموجود عليه الآن. وخلال المرحلة الثانية بني منضدة التضحية على المسطبة العالية على قمة الهرم، إلا أنها لم تبقى حتى الآن. ومنذ ذلك الحين تبلغ مساحة الهرم 225 متر × 225 متر ويبلغ ارتفاعه نحو 63 متر، وهو بذلك يصبح ثالث أكبر أهرامات في العالم، أي لا يفوقه سوى الهرم الأكبر في الجيزة بمصر وهرم خفرع؛ يبلغ ارتفاع الهرم الأكبر في مصر 146 متر، فيكون ارتفاع هرم الشمس أقل من نصف ارتفاع الهرم الأكبر بالجيزة. ومع بداية القرن 3 بعد الميلاد أضيف إلى الهرم مسطبة «أدوسادا» في نفس الوقت الذي بنيت فيه سيوداديلا وهرم الحية ذات الريش Xochicalco.
يعتقد أن هرم الشمس قد بناه شعب تيوتيهواكان لتبجيل أحد آلهتهم، إلا أن اسمه أو شكلها غير معروف، مع العلم بأن منضدة التضحية كانت قد اختفت أيضا والتي ربما كان من الممكن أن نجد عليها اسم ذلك المعبود. يعتقد بعض الباحثين في نظرية أن العبادة كانت تخص «أم إله»، إلا أن هذا من ضرب الظنون.
قام «ليوبولد بارتريس» في عام 1906 بفحص هرم الشمس، ثم تلى ذلك حفريات متعددة تمت حتى وقتنا الحديث. خلال الأعوام 2008 حتى 2011 عثر الباحثون على 5 أماكن لدفن الموتى، وهي جميعها توجد على ارتفاعات مختلفة في داخل مبنى الهرم.

## آثار في محيط هرم الشمس
عثر في الهرم وحوله بالقرب منه على قطع أثرية قليلة. من ضمنها رؤوس رماح من أحجار الشبج وتماثيل صغيرة تمثل الإنسان؛ كما عثر على أثار مماثلة بالقرب من هرم القمر وهرم الحية المجنحة وكذلك في سويداديلا.
كما عثر عند أركان الهرم على مقابر لأطفال، يبدو أنها وضعت هناك أثناء طقوس دينية؛ حيث يبدو أن التضحية بأطفال أو ناس كان من الطقوس الدينية.

## صور

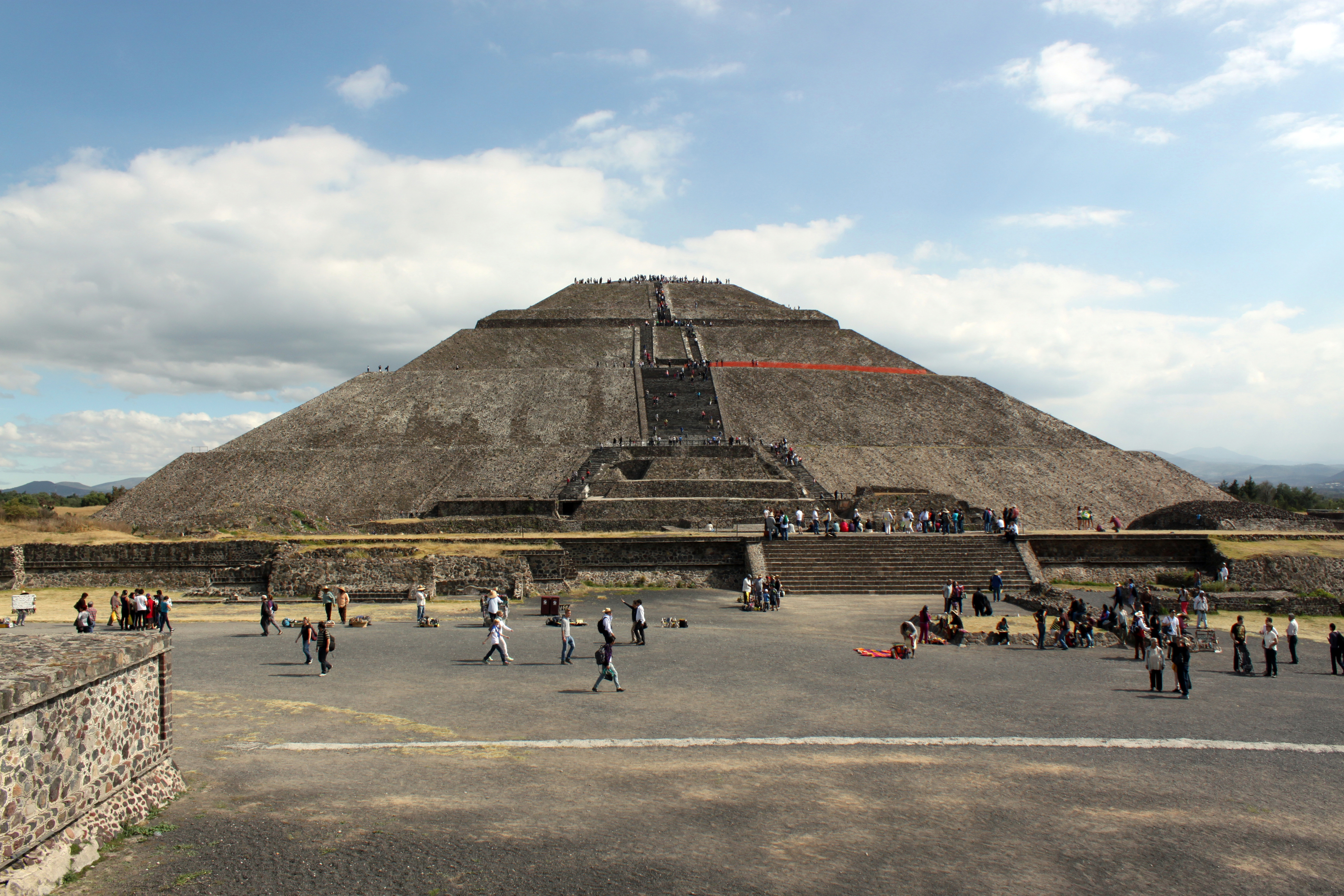
هرم الشمس
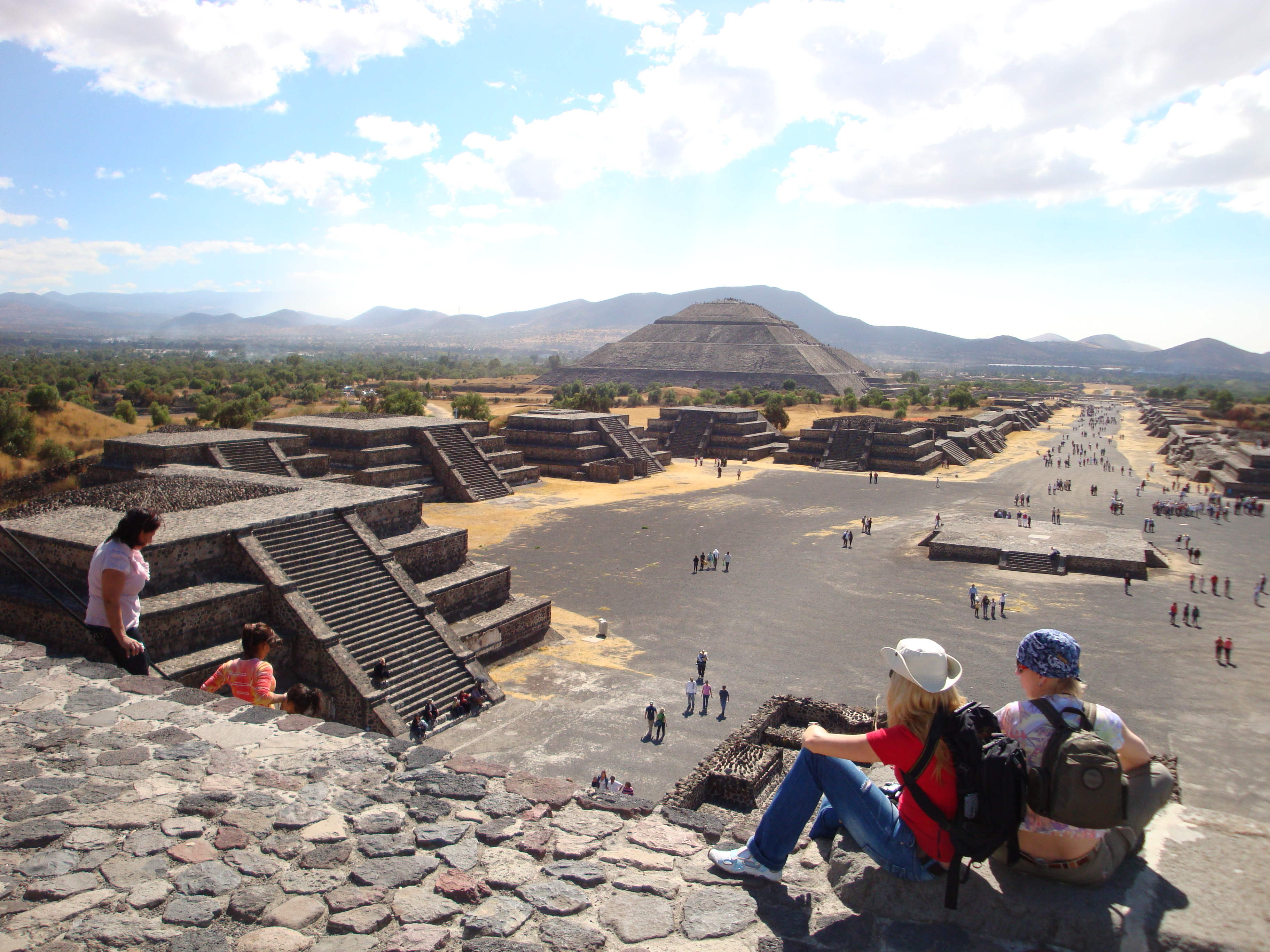
هرم الشمس و "طريق الموت" ، المكسيك
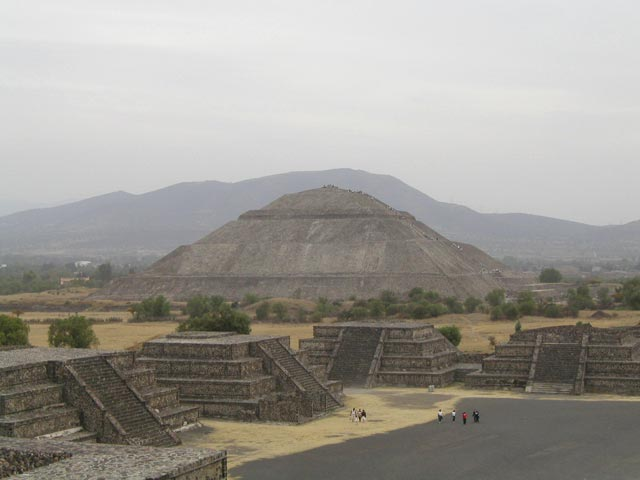
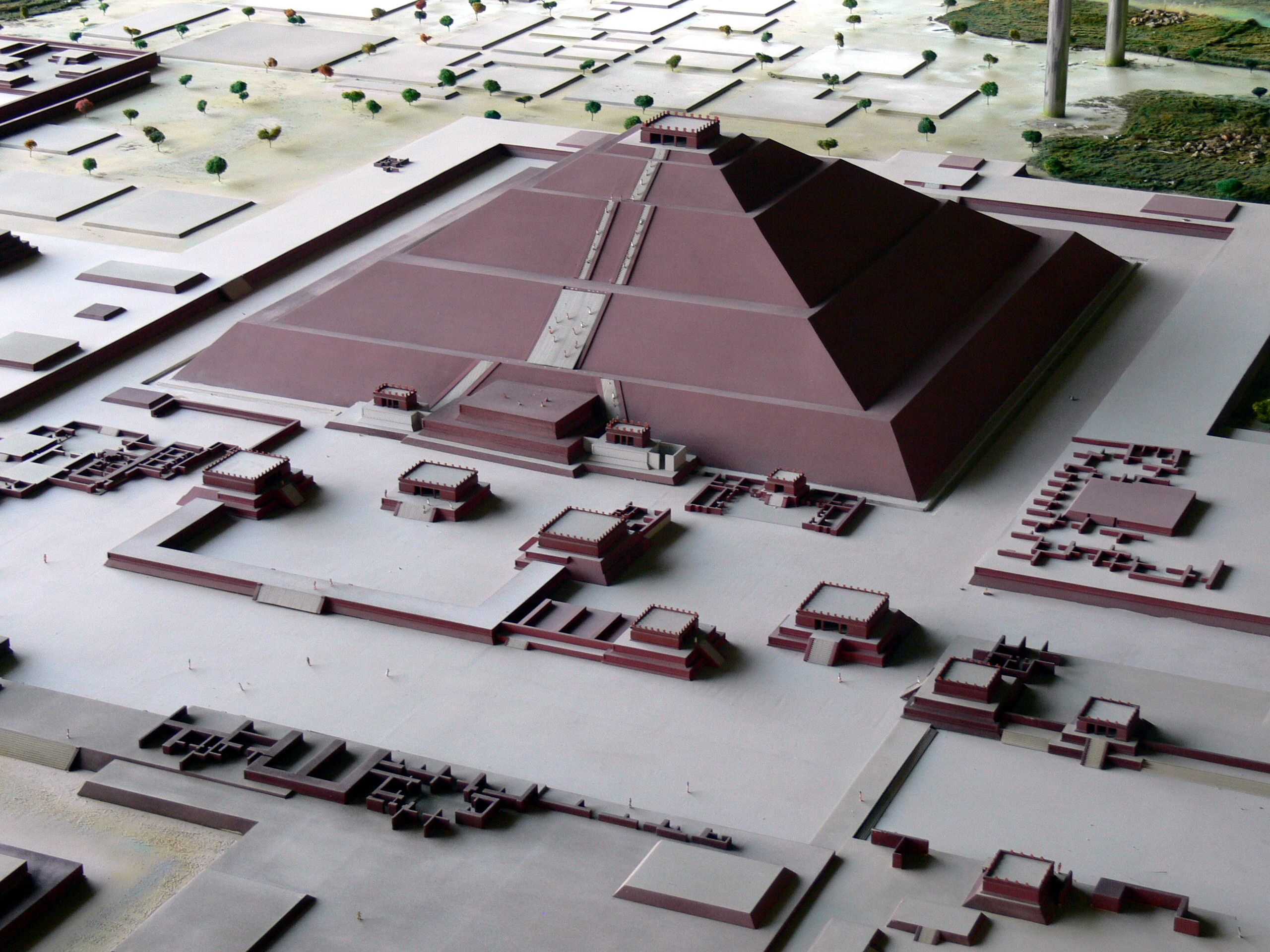
نموذج لهرم الشمس وما يحيط به
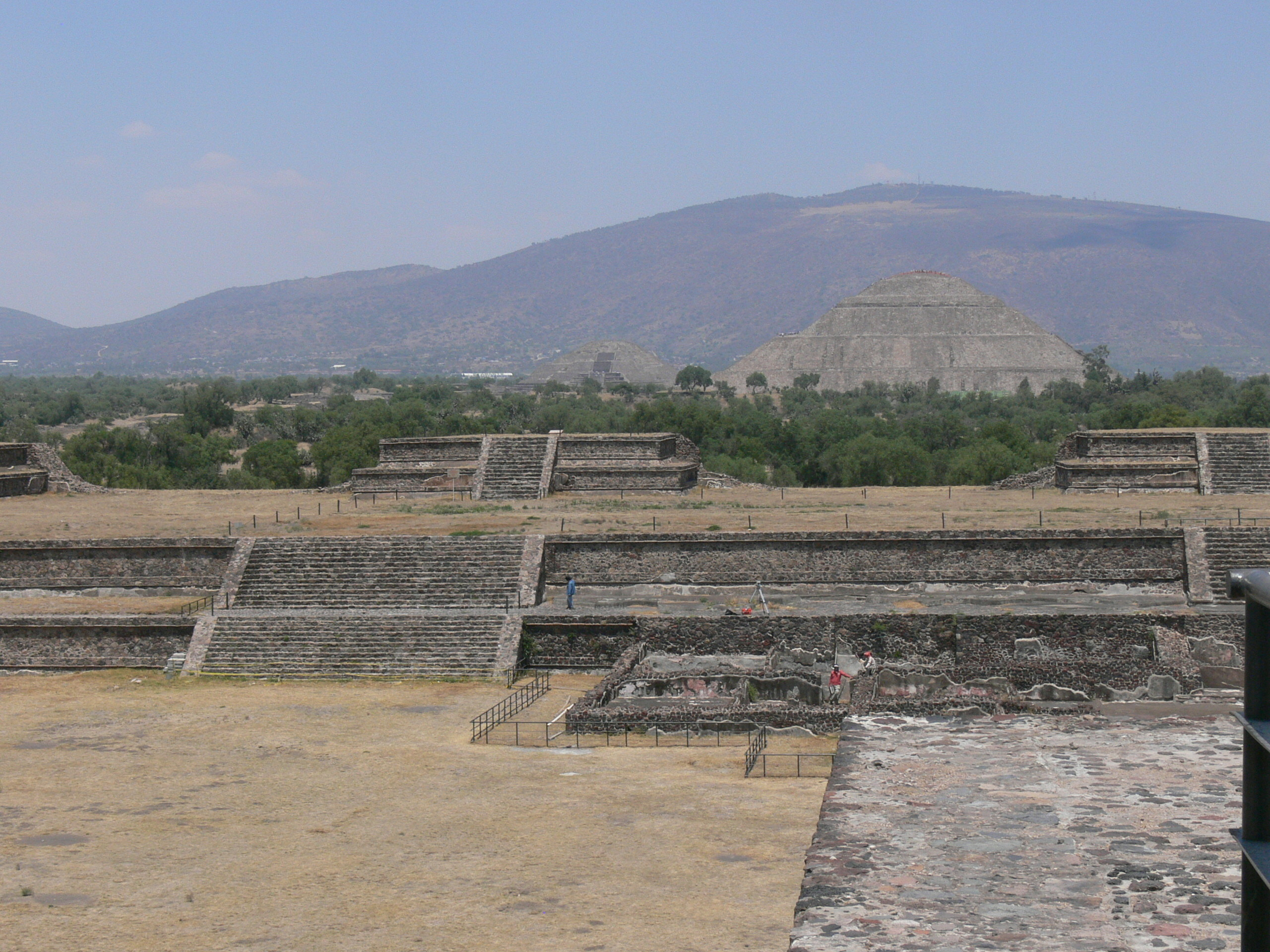
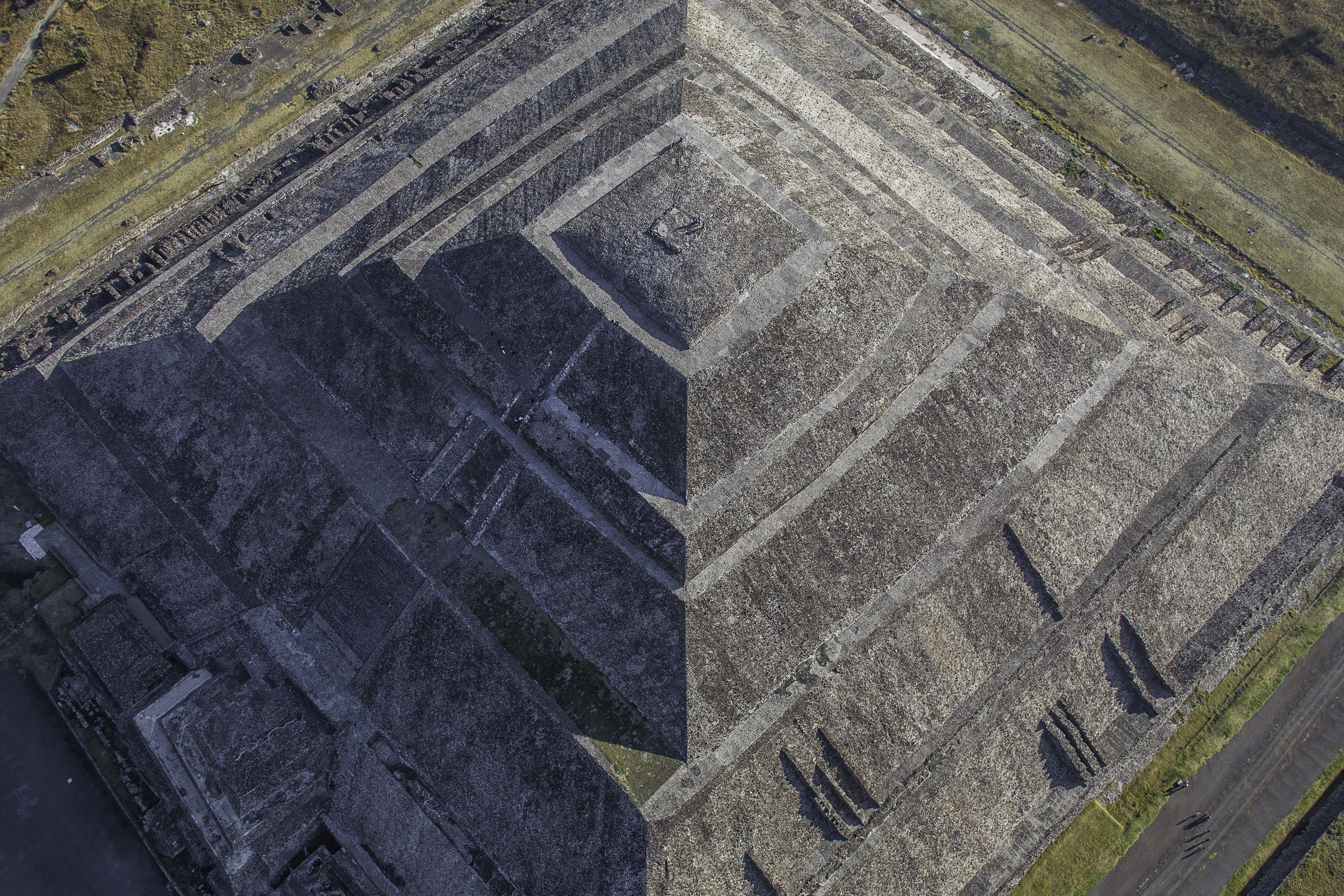
صورة من الجو لهرم الشمس
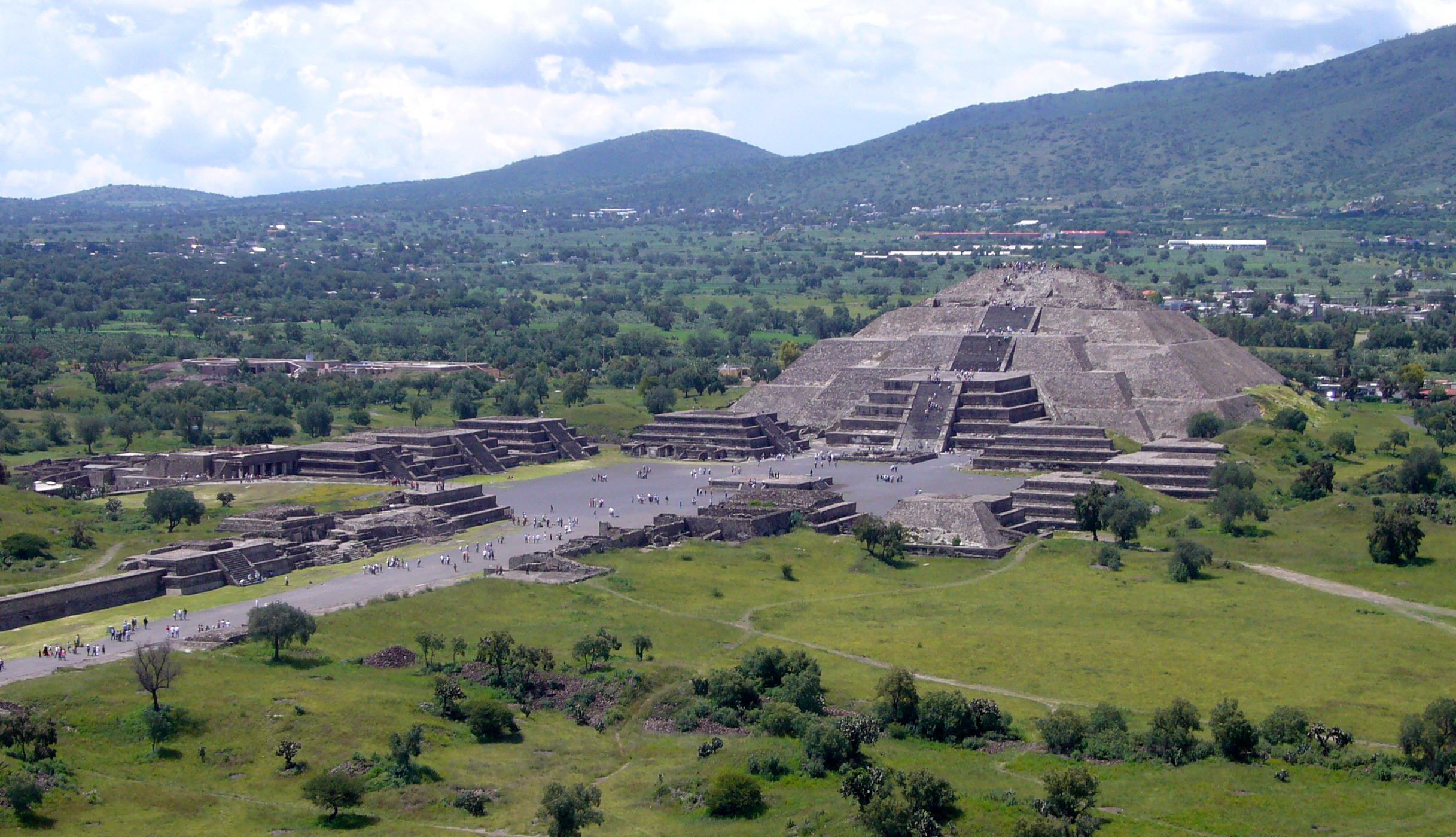
هرم القمر ، ويقع بالقرب من هرم الشمس
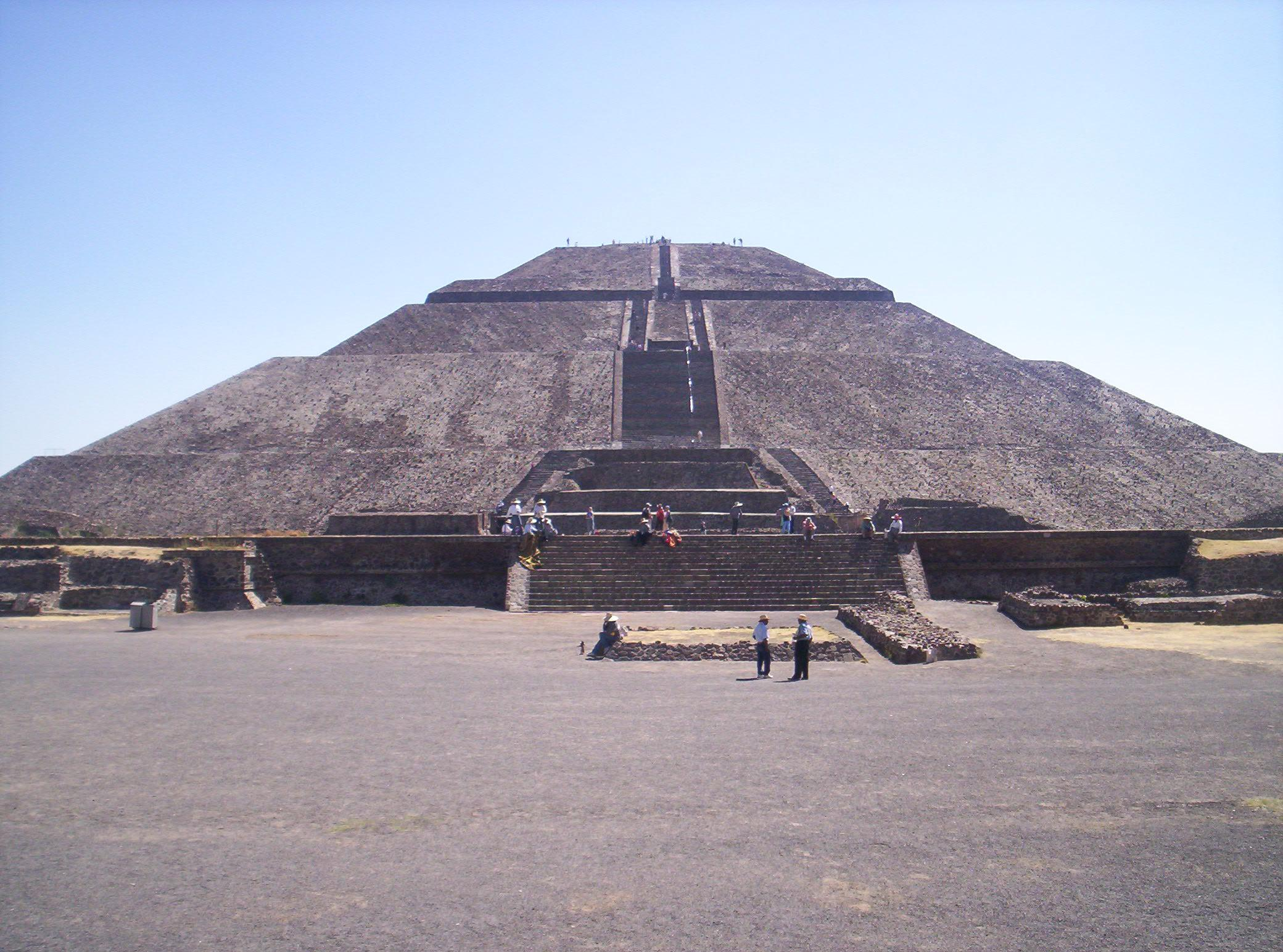
هرم الشمس بالمكسيك

## وصلات خارجية
- Archäologie in Mexiko – Online-Reportagereihe aus dem Tunnel von Teotihuacan. In: zdf.de

## اقرأ أيضا
- تيوتيهواكان
- هرم القمر
- هرم الحية المجنحة
- المكسيك
- تينوتشتيتلان